# Sébastien Vahaamahina

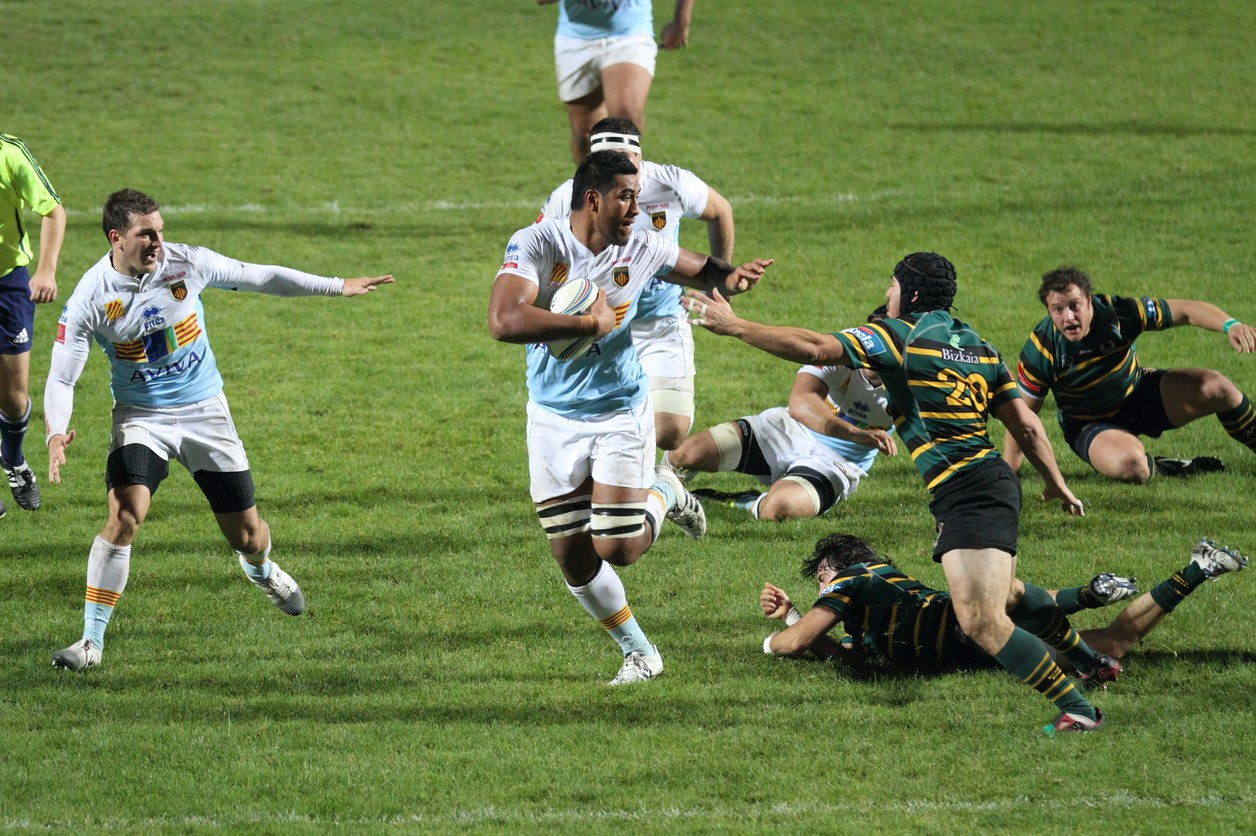
Vahaamahina w barwach USA Perpignan (2012)

Sébastien Vahaamahina (fr. wym. [se.basˈtjɛ̃ va.a.ma.iˈna], ur. 21 października 1991 w Numei) – nowokaledoński rugbysta występujący na pozycji wspieracza. Reprezentant Francji, uczestnik pucharu świata, klubowy mistrz Francji.

## Młodość
Urodził się w Numei, stolicy Nowej Kaledonii w rodzinie pochodzącej z wyspy Wallis. Wychowywał się mieście Païta położonym ok. 25 km od stolicy terytorium. Uczęszczał do Lycée Pétro Attiti w Numei.
Choć rodzice nie byli w żaden sposób związany ze sportem, ich dzieci uczęszczały do miejscowych klubów sportowych. Sébastien początkowo uprawiał siatkówkę, następnie piłkę ręczną. Na trening rugby trafił niejako przypadkiem w wieku 14 lat, towarzysząc swojemu młodszemu bratu. Zamiłowanie do tej dyscypliny u obu zaszczepić miał ksiądz Georges Sao, który choć sam w przeszłości grał w siatkówkę, to dzielił się ze swoimi podopiecznymi opowieściami także na temat rugby.
Vahaamahina swoje występy w rugby rozpoczął w liceum od odmiany siedmioosobowej, jako że sport ten był zbyt mało popularny, by zebrać pełną, liczącą 15 osób drużynę. Z zespołem tym trenował trzy godziny tygodniowo. Dopiero w 2007 roku po licznych namowach zapisał się do klubu RC Mont-Dore, w którym występował jego brat. Niedługo po debiucie w klubie, w 2008 roku dołączył do młodzieżowej reprezentacji Nowej Kaledonii, która udawała się na turniej odbywający się na Wallis i Futunie, a następnie do Francji metropolitalnej. W czasie pobytu w Europie Vahaamahina uczestniczył w turnieju sparingowym w Corrèze, gdzie został wypatrzony przez Loïca Van der Lindena, skauta klubu CA Brive. W efekcie po kilku miesiącach, mając niespełna 18 lat, zdecydował się przenieść do Francji na stałe i mimo otrzymania innych ofert dołączyć do akademii Brive.

## Kariera klubowa
W połowie 2011 roku, rozegrawszy w pierwszej drużynie Brive zaledwie jedno spotkanie, przeniósł się do zespołu USA Perpignan. W swoim pierwszym sezonie w ekipie z Katalonii Północnej Vahaamahina występował głównie w drużynie U-23 (tzw. Espoirs) – w Top 14 zanotował jedynie trzy mecze. Dla rugbysty wywodzącego się z Nowej Kaledonii przełomowy okazał się sezon 2012/2013, kiedy z zawodnika szerokiego składu stał się podstawowym, niemal niezastąpionym graczem pierwszej drużyny (wystąpił 18 meczach ligowych, w tym w 11 w wyjściowym ustawieniu, a ponadto w sześciu spotkaniach Challenge Cup). Co warte odnotowania, w swoim debiucie na arenie europejskiej w meczu z Rovigo Delta Vahaamahina zdobył dwa przyłożenia. W lidze francuskiej zespół USAP mimo kilku porażek w końcowej fazie sezonu, zajmując wysokie siódme miejsce, wywalczył sobie awans do Pucharu Heinekena.
Jako że kontrakt Vahaamahiny obowiązywał jedynie do końca sezonu 2013/2014, w październiku 2013 roku ogłoszono, że po zakończeniu rozgrywek młody wspieracz, podpisawszy trzyletni kontrakt, przeniesie się do drużyny ASM Clermont Auvergne. Stało się tak po pojawiających się przez niemal cały poprzedni doniesieniach medialnych i wypowiedziach członków sztabu klubu z Owerni na temat planów pozyskania zawodnika USAP. Pomimo tego faktu Vahaamahina pozostawał podstawowymi graczem swojej drużyny w sezonie, w którym klub z Perpignan spadł do Pro D2, mimo tego, że po pierwszych kolejkach plasował się w czołówce tabeli. Był to pierwszy spadek w historii katalońskiego klubu.
W nowej drużynie mentorem Vahaamahiny został Kanadyjczyk Jamie Cudomore. Clermont w sezonie 2014/2015 dotarło zarówno do finału w lidze krajowej, jak i w Europejskim Pucharze Mistrzów, niemniej w żadnym z wymienionych wypadków nie zdołało sięgnąć po ostateczny triumf. W rozgrywkach europejskich uległo bowiem RC Toulonnais 18:24, zaś później mistrzem Francji zostało Stade Français, wygrywając decydujący mecz 12:6. Vahaamahina szybko stał się integralnym członkiem drużyny, już w pierwszym sezonie rozpoczynając w podstawowym składzie aż 24 mecze (łącznie rozegrał 28 spotkań). W czerwcu 2016 roku gracz z Nowej Kaledonii przedłużył kontrakt z Clermont o dwa lata.
Z perspektywy graczy ASM Clermont podobny przebieg co 2014/2015 miał także sezon 2016/2017, w którym ponownie mieli oni szansę na zwycięstwo w obu rozgrywkach, w których brali udział. O ile jednak w finale European Rugby Champions Cup lepsi okazali się angielscy Saracens, a tyle w finale Top 14 clermontczycy pokonali ekipę z Tulonu 22:16. W drugim ze wspomnianych spotkań Vahaamahina nie mógł uczestniczyć po tym, jak w rozstrzygającym meczu rozgrywek europejskich doznał złamania kości piszczelowej.
Po odzyskaniu pełnej sprawności urodzony w Numei zawodnik do składu Clermont powrócił we wrześniu, jednak sezon 2017/2018 nie był w jego wykonaniu udany. Oprócz przerw na mecze reprezentacyjne Vahaamahina pauzował także z powodu kontuzji ramienia (blisko miesiąc przerwy) oraz zawieszenia. Wyleczywszy uraz, wspieracz powrócił do gry w meczu z SU Agen. W trakcie spotkania otrzymał jednak czerwoną kartkę za uderzenie pięścią zawodnika Agen Corentina Braendlina. Schodząc z boiska Vahaamahina pokazał w kierunku żywo reagującej widowni środkowy palec. W efekcie został zawieszony przez komisję dyscyplinarną ligi na trzy tygodnie (tydzień za agresywne zachowanie i dwa tygodnie za obraźliwy gest), co w konsekwencji oznaczało dla niego przedwczesny koniec sezonu. We wrześniu 2018 roku zawodnik po raz kolejny przedłużył swój kontrakt z ASM, tym razem do 2022 roku.
W roku 2019 ekipa z Owerni po raz kolejny dotarła do dwóch finałów – Challenge Cup oraz Top 14. W pierwszym z nich pokonała Stade Rochelais, w drugim zaś uległa Stade Toulousain.

## Kariera reprezentacyjna
Po tym jak przybył do Francji metropolitalnej w 2009 roku, Vahaamahina już rok później występował w reprezentacji kraju U-19. Następnie w 2011 roku awansował do zespołu do lat 20. Uczestniczył z nim w młodzieżowej edycji Pucharu Sześciu Narodów, a następnie w mistrzostwach świata. Rozgrywany we Włoszech turniej „Les Bleus” zakończyli porażką z rówieśnikami z Australii w meczu o trzecie miejsce.
Swoje pierwsze powołanie do seniorskiej reprezentacji Francji Vahaamahina otrzymał w październiku 2012 roku. Zadebiutował z ławki rezerwowych w meczu z Australią po tym, jak we wcześniejszym spotkaniu kontuzji doznał podstawowy gracz Yoann Maestri. Choć w większości przypadków jako zmiennik lub zawodnik szerokiego składu, w dalszych latach brał udział w kolejnych edycjach Pucharu Sześciu Narodów (2013 i 2014) a także w meczach testowych reprezentacji Francji rozgrywanych w innych terminach. Po raz pierwszy w podstawowym składzie wybiegł w meczu ze Szkocją w marcu 2013 roku.
Choć Vahaamahina początkowo nie otrzymał od Philippe’a Saint-André powołania na Puchar Sześciu Narodów 2015 (później dołączył do drużyny w miejsce zawieszonego Pascal Papé), to znalazł się w szerokim składzie reprezentacji przygotowującej się do pucharu świata w tym samym roku. Ostatecznie w rozgrywanym w Anglii turnieju nie wziął udziału. Przełomowa dla jego kariery reprezentacyjnej okazała się końcówka roku 2016, kiedy to wystąpił od pierwszych minut w meczach przeciwko Australii i Nowej Zelandii. Od tego czasu, kiedy tylko był dostępny, mecze „Les Bleus” Vahaamahina rozpoczynał w pierwszym składzie. Był podstawowym zawodnikiem w 13 spośród 15 kolejnych meczów Pucharu Sześciu Narodów (czterech w 2017, pięciu w 2018 i czterech w 2019 roku). Podobnie rzecz miała się z kończącymi sezon reprezentacyjny seriami spotkań testowych. Vahaamahina ominął jednak czerwcowe wyjazdy do Południowej Afryki (2017) i Nowej Zelandii (2018) odpowiednio z powodu kontuzji oraz zawieszenia dyscyplinarnego.
Na początku września 2019 roku otrzymał powołanie od Jacques’a Brunela na puchar świata w Japonii. W trakcie turnieju rozegrał cztery spotkania, w ćwierćfinałowym meczu z Walią zdobył także swoje pierwsze przyłożenie na arenie międzynarodowej. Niemniej w 49. minucie tego samego spotkania, przy stanie 19:10 dla Francuzów Vahaamahina w maulu uderzył łokciem w głowę Aarona Wainwrighta, za co otrzymał czerwoną kartkę. Ostatecznie grający w przewadze Walijczycy zdołali zwyciężyć 20:19 i wyeliminować swoich rywali z dalszego udziału w turnieju. Kolejnego dnia Vahaamahina ogłosił zakończenie kariery reprezentacyjnej. Decyzja ta miała być podyktowana względami rodzinnymi i zostać podjęta kilka miesięcy przed pucharem świata. Za samo zagranie były już reprezentant Francji został zawieszony na sześć tygodni.

### Statystyki
Stan na dzień 20 października 2019 r.
Występy na arenie międzynarodowej
| Drużyna narodowa | Rok  | Mecze | Punkty |
| ---------------- | ---- | ----- | ------ |
| Francja          | 2012 | 1     | 0      |
| Francja          | 2013 | 8     | 0      |
| Francja          | 2014 | 7     | 0      |
| Francja          | 2015 | 1     | 0      |
| Francja          | 2016 | 4     | 0      |
| Francja          | 2017 | 7     | 0      |
| Francja          | 2018 | 8     | 0      |
| Francja          | 2019 | 10    | 5      |
| Suma             | Suma | 46    | 5      |

## Życie osobiste
- Sébastien jest piątym z szóstki rodzeństwa[6][7], do których należą także siostry Maria[7][10] i Malé[49] oraz młodszy brat Daniel[7].
- Zawodnik poślubił Cathy Langenfeld, byłą rugbystkę występującą w trzeciej linii młyna, reprezentantkę Francji[50]. Para w 2016 roku doczekała się syna[6].
- Nazwisko „Vahaamahina” w języku wallis oznacza „tydzień księżyca”[11].